# چترارو
چترارو (به ایتالیایی: Cetraro) یک کومونه در ایتالیا است که در استان کزنتزا واقع شده‌است.

## خصوصیات
چترارو ۶۵٫۶۷ کیلومترمربع مساحت و ۱۰٬۱۴۴ نفر جمعیت دارد و ۱۲۰ متر بالاتر از سطح دریا واقع شده‌است.

## خواهرخوانده
شهرهای ونسا و آکری خواهرخوانده‌های چترارو هستند.